# David Mann (Grafiker)
David Mann (* 10. September 1940; † 11. September 2004) (auch bekannt als „Motorcycle“) war ein amerikanischer Grafiker, der für seine Bilder von Motorrädern und der Bikerkultur bekannt ist. Die meisten seiner Werke hat er für die Motorrad-Industrie und hier insbesondere für die Motorrad-Magazine angefertigt.
Er wuchs in Kansas City in Missouri auf, wo er schon in jungen Jahren begann, zu zeichnen und Bilder zu malen. Seine erste Leidenschaft waren Spezialanfertigungen von Autos und teilweise auch schon Motorrädern, so genannte „custom cars“ und „custom bikes“, und so war sein erster Job der eines Auto-Malers. Nach der Highschool verließ er Kansas City und ließ sich in Kalifornien nieder, wo er sein Interesse an Motorrädern entdeckte. Er tauchte in die Bikerkultur ein und Motorräder verdrängten die Autos in seinen Bildern. 1963 brachte er einige seiner Arbeiten auf die Kansas City Custom Car Show.  Dort interessierte sich ein Biker für seine Kunst und gab sie mit seiner Erlaubnis an Ed „Big Daddy“ Roth, einen Popkünstler, weiter, der zu dieser Zeit Herausgeber einer der ersten Custom Motorrad Magazine namens Choppers war.
Roth liebte die Bilder und kaufte die Rechte für etwa zehn seiner Poster. 1971 antwortete David Mann auf eine Anzeige im Kleinanzeigenteil eines neuen Motorradmagazins namens Easyriders, in der nach einem „Motorrad-Künstler“ gesucht wurde. Nach 1972 erschienen seine Arbeiten regelmäßig in diesem Magazin und legten den Grundstein für seine bis zu seinem Tod fortdauernde Arbeit für Easyriders. Seine Bilder wurden ab 1973 als Poster in der Mitte des Magazins (centerfold) verbreitet und blieben das zentrale Element des Magazins bis Mann 2003 aufgrund von Herzproblemen seine Arbeit aufgeben musste.
Manns Gesundheit nahm zu Anfang der 2000er-Jahre langsam ab und zwang ihn 2003 zur Aufgabe seiner Arbeit. Nach langer Krankheit verstarb Mann in Kansas City einen Tag nach seinem 64. Geburtstag. Kurz vor seinem Tod begann die Motorradschmiede Orange County Choppers mit der Arbeit an einem Gedenk-Motorrad für ihn. Die Arbeit an diesem Motorrad wurde in einer Episode der Reality-TV-Serie American Chopper gezeigt. Das „David Mann Bike“ zeigt Stilelemente in Manns Stil, aber Mann starb vor Vollendung des Motorrads. Das Motorrad dient als posthumer Tribut an den Grafiker und seine Arbeit wurde in der Sendung gezeigt.
| Personendaten    | Personendaten                                |
| ---------------- | -------------------------------------------- |
| NAME             | Mann, David                                  |
| KURZBESCHREIBUNG | US-amerikanischer Maler von Motorrad-Bildern |
| GEBURTSDATUM     | 10. September 1940                           |
| GEBURTSORT       | Kansas City                                  |
| STERBEDATUM      | 11. September 2004                           |
| STERBEORT        | Kansas City                                  |